# The Pace That Thrills
The Pace That Thrills é um filme de ação estadunidense dirigido por Leon Barsha e escrito por Robert Lee Johnson e DeVallon Scott. O filme é estrelado por Bill Williams, Carla Balenda, Robert Armstrong, Frank McHugh e Michael St. Angel. Foi lançado em 21 de março de 1952, pela RKO Pictures.

## Elenco
- Bill Williams ...Richard L. 'Dusty' Weston
- Carla Balenda ...Eve Drake
- Robert Armstrong ...J.C. Barton
- Frank McHugh ...Rocket Anderson
- Michael St. Angel ...Chris Rhodes
- Cleo Moore ...Ruby
- John Mitchum ...Blackie Meyers
- Diane Garrett ...Opal
- John Hamilton ...Sour Puss
- Claudia Drake ...Pearl